# Texaco/Havoline 200 1991
Texaco/Havoline 200 1991 var ett race som var den femtonde deltävlingen i PPG IndyCar World Series 1991. Racet kördes den 22 september på Road America. Michael Andretti tog sin sjunde seger för säsongen, och utökade sin mästerskapsledning gentemot tävlingens fyra Bobby Rahal. Al Unser Jr. slutade tvåa, medan Michaels far Mario Andretti kom på tredje plats.

## Slutresultat
| Plats | Förare                | Team                     | Grid | Kvaltid  |
| ----- | --------------------- | ------------------------ | ---- | -------- |
| 1     | Michael Andretti      | Newman/Haas Racing       | 3    | 1.47,687 |
| 2     | Al Unser Jr.          | Galles-Kraco Racing      | 2    | 1.47,127 |
| 3     | Mario Andretti        | Newman/Haas Racing       | 6    | 1.48,455 |
| 4     | Bobby Rahal           | Galles-Kraco Racing      | 1    | 1.47,090 |
| 5     | Arie Luyendyk         | Vince Granatelli Racing  | 9    | 1.49,210 |
| 6     | Emerson Fittipaldi    | Marlboro Team Penske     | 5    | 1.48,374 |
| 7     | Eddie Cheever         | Chip Ganassi Racing      | 10   | 1.49,285 |
| 8     | Mike Groff            | A.J. Foyt Enterprises    | 13   | 1.50,706 |
| 9     | Scott Goodyear        | UNO Racing               | 12   | 1.50,365 |
| 10    | Willy T. Ribbs        | Walker Racing            | 16   | 1.53,489 |
| 11    | Scott Brayton         | Dick Simon Racing        | 17   | 1.53,913 |
| 12    | Hiro Matsushita       | Dick Simon Racing        | 21   | 1.55,695 |
| 13    | Tony Bettenhausen Jr. | Bettenhausen Motorsports | 18   | 1.53,935 |
| 14    | Jeff Wood             | Euromotorsport           | 22   | 1.55,713 |
| 15    | Rick Mears            | Marlboro Team Penske     | 8    | 1.47,874 |
| 16    | Danny Sullivan        | Patrick Racing           | 11   | 1.50,189 |
| 17    | Scott Pruett          | Truesports Co.           | 4    | 1.48,329 |
| 18    | Jeff Andretti         | Bruce Leven Racing       | 16   | 1.52,184 |
| 19    | John Andretti         | Hall/VDS Racing          | 7    | 1.48,528 |
| 20    | Michael Greenfield    | Dale Coyne Racing        | 23   | 1.55,771 |
| 21    | John Jones            | Arciero Racing           | 25   | 1.57,153 |
| 22    | Randy Lewis           | Dale Coyne Racing        | 20   | 1.55,625 |
| 23    | Ted Prappas           | P.I.G. Racing            | 15   | 1.52,889 |
| 24    | Buddy Lazier          | Dale Coyne Racing        | 19   | 1.54,461 |
| 25    | Didier Theys          | Leader Cards Racing      | 24   | 1.56,500 |